# ハーンニーバール・ムアンマル・アル＝カッザーフィー
ハーンニーバール・ムアンマル・アル＝カッザーフィー（アラビア語: هانيبال معمر القذافي、Hannibal Muammar Gaddafi、1975年9月20日 - ）は、リビアの実業家。ムアンマル・アル＝カッザーフィー（カダフィ）の四男であり、カダフィの二番目の妻、サフィーア・ファルカーシュの子である。カダフィ政権崩壊後はオマーンに亡命している。

## 経歴
リビアのトリポリに生まれる。見習航海士として1993年にリビアの海洋大学に入学し、1999年に運航士として卒業し、航海学学士（理学）の学位を取得した。リビア国営海運会社（GNMTC）の各種船舶に乗船し、海運に関するキャリアを開始した後、2003年にエジプト・アレクサンドリアの科学・技術・海上輸送のためのアラブアカデミーにて役員及び船長資格を取得した。
コペンハーゲン・ビジネススクールにおいてMBA（海運経済学及びロジスティクス専攻）を取得した後、2007年にリビア国営海運会社管理委員会初の顧問に就任した。
ランジェリーモデルであったレバノン人キリスト教徒のアリーネ・スカフと結婚し、二人の子供をもうけた。

## 事件
2005年、フランスにおいて、当時妊娠中のガールフレンドに暴力をふるい、執行猶予付き禁錮4か月の判決を受けている。
2008年、スイス当局は、ハーンニーバール及び妻アリーネを、ジュネーブ市内の五つ星の高級ホテル内において、女性使用人2名に対し「傷害、脅迫及び強要」を行ったとの嫌疑で逮捕した。最終的には起訴猶予になったが、カダフィが激怒しスイスに圧力をかけるなど外交問題に発展した。2009年にリビア国内に滞在するスイス人2人が拘束されており、スイス政府はこの拘束はハーンニバールの逮捕に対する報復としてなされたものであると主張している。
2008年、ハーンニーバールは、デンマークの新聞であるEkstra Bladet紙に対し、デンマークにおいて提起した訴訟に敗訴した。同紙は2005年、ハーンニーバールがコペンハーゲン留学中に、ゲントフテに所在するリビア領事の私邸において、リビア人を誘拐し暴行するよう指示したと報道していた。ハーンニーバールは出廷せず、裁判所は、証拠から同紙の主張が裏付けられていると判断した。
2009年12月、ロンドンのクラリッジズホテルの一室で妻アリーネを暴行したという嫌疑もある。同ホテルにおいて女性の叫び声がするとの通報に応じ、警察官が客室に駆けつけたところ、室内において顔や鼻から激しく出血しているアリーネが発見された。アリーネは顔の負傷の治療のために病院に搬送された。この件では警察官の入室を妨げたとして、ボディーガード3人が逮捕されている。ハーンニーバールは不逮捕特権を主張し逮捕を免れた。

## リビア内戦
2011年リビア内戦では、反体制派によりトリポリが制圧されると、早々に、8月29日には陸路を通じて妻アリーネ及び他のカダフィ一族と共に隣国のアルジェリアに脱出した 。残されたパーソナルコンピュータには、ハーンニーバールがプライベートジェット機を使い、リゾート地で豪遊していたことを示す画像などが残されており、これらは内外に報道された。
2012年10月、母サフィーア・ファルカーシュ、兄ムハンマド・アル＝カッザーフィー、妹アーイシャ・アル＝カッザーフィーと共にアルジェリアの潜伏先を去り、オマーンに入国し亡命を申請した。2013年3月に「政治活動をしない」という条件を受け入れたため、オマーン政府により亡命が受理された。
反体制派は、ハーンニーバール及び妻アリーネの娘及び息子の世話をしていたエチオピア人の乳母が、トリポリ西部の海辺の豪華な別荘の一室に遺棄されているのを発見した。乳母は、泣いているアリーネの娘を殴るようアリーネが指示したのを拒否したところ、アリーネは激怒し、乳母を浴室に連れて行き、縛り上げ、口にテープを貼り、頭から熱湯をかけ、その後3日間、乳母を眠らせず、水も食物も与えなかったと主張している。他の匿名の使用人も、乳母の言い分は正しいと証言し、自分もまた日常的に殴られたりナイフで切りつけられたりされていたと主張している。

## リビア内戦後
2015年12月11日、ハーンニーバールは、行方不明となっているシーア派指導者のムッサ・サドル師に関する情報を要求する武装勢力により、レバノンにおいて一時誘拐されていたが、バールベックにおいて解放された。レバノン政府からは、サドル師の行方不明に関して、ハーンニーバールに対し逮捕状が出され、ハーンニーバールは逮捕された。シリア政府はレバノン政府に対し、ハーンニーバールは政治亡命者であるためこれを引き渡すよう求めていたが、レバノン政府にとってハーンニーバールはサドル師の行方不明についての情報源として重要な人物であったため、この要求を拒否した。2016年8月、サドル師の家族はサドル師の行方不明についてのハーンニーバールの関与を理由として、ハーンニーバールを提訴した。